# Lake Latonka
 (août 2025).
Lake Latonka est une census-designated place située dans le comté de Mercer, dans l’État de Pennsylvanie, aux États-Unis. Lors du recensement de 2020, elle compte 951 habitants.